# 테드 시먼스
테드 라일 시먼스(영어: Ted Lyle Simmons, 1949년 8월 9일~)는 미국의 프로 야구 선수이자 코치이다. 선수 시절 스위치히터였으며, 메이저 리그 베이스볼(MLB) 커리어의 대부분을 포수로 뛰면서 세인트루이스 카디널스(1968~1980), 밀워키 브루어스(1981~1985), 애틀랜타 브레이브스(1986~1988)를 거쳤다. 동시대의 조니 벤치의 활약에 가리긴 했지만, 메이저 리그 역사상 가장 뛰어난 타격을 보여준 포수 중 한 명으로 평가받고 있다.
선수로서 은퇴할 당시에 역대 포수 중 안타와 2루타 부문에서 1위, 타점 부문에서 요기 베라에 이은 2위, 루타수 부문에서 칼턴 피스크에 이은 2위에 이름을 올리고 있었다. 또한 아메리칸 리그에서 뛰었던 기간이 있었음에도 불구하고 은퇴 당시에 내셔널 리그에서 뛴 스위치히터 중 가장 많은 홈런을 기록한 타자였다. 3할 이상의 타율을 7시즌, 20홈런 시즌을 6번 기록했으며, 112번의 완봉을 투수와 합작했는데 이는 역대 포수 8위에 해당한다. 2019년 12월에 미국 야구 명예의 전당 헌액자로 선정되었고, 2021년에 정식으로 입회했다.

## 같이 보기
- 1982년 월드 시리즈